# Не от мира сего
«Не от мира сего» — пьеса («семейные сцены») в трёх действиях Александра Островского. Написана в 1884 году.
Впервые опубликован в журнале «Русская мысль», 1885, No 2. Премьера пьесы состоялась 9 января 1885 года в Петербурге на сцене Александринского театра в бенефис П. А. Стрепетовой.

## История написания
Островский работал над пьесой в конце 1884 года, будучи тяжело болен, стараясь выполнить обещание, данное артистке Полине Стрепетовой, написать новую пьесу для её бенефиса. 20 декабря 1884 года пьеса была окончена.

## Действующие лица
- Виталий Петрович Кочуев, важный господин, средних лет, служащий в частном банке.
- Ксения Васильевна, его жена.
- Евлампия Платоновна Снафидина, мать Ксении.
- Капитолина, другая дочь ее.
- Макар Давыдыч Елохов, пожилой человек, проживший большое состояние.
- Фирс Лукич Барбарисов, молодой человек, по наружности очень скромный.
- Ардалион Мартыныч Муругов, богатый барин, живущий очень широко.
- Хиония Прокофьевна, экономка.
- Мардарий, лакей.